# Maria Llopis
Maria Llopis (València, 1975) és una artista, escriptora i activista feminista. Va estudiar Belles Arts a la Universitat Politècnica de València i un màster d'Animació Audiovisual a la Universitat Autònoma de Barcelona. La seva obra se centra en la sexualitat com a força de creació i de subversió.

## Trajectòria
Llopis va participar del moviment postporno, una experiència que ha explicat al llibre El postporno era eso (2010). Des de fa uns anys, s'ha dedicat també a la teoria i la pràctica de la maternitat, per tal de deslligar-la de la visió patriarcal que en fa una eina d'opressió de les dones. Al seu llibre Maternidades subversivas (2015), així com en tallers, vídeos i altres produccions artístiques, proposa diferents models alternatius: maternitat sexualitzada, deslligada de la família tradicional, trans, queer, etc.
El vídeo La bestia (2005) parodia l'animalització del cos i la sexualitat de les dones, assimilades tradicionalment a la natura salvatge que, com a tal, ha de ser domesticada. El strip-tease de mi abuela (2006) aborda de manera poètica i tendra una temàtica poc freqüent com és la sexualitat de les dones grans.